# シャーリー・スコット
シャーリー・スコット（Shirley Scott、1934年3月14日 – 2002年3月10日）は、アメリカ合衆国のジャズ・オルガン奏者。

## 略歴
ペンシルベニア州フィラデルフィアに生まれたスコットは、学校でトランペットとピアノを学んだ。彼女は1950年代にはハモンド B-3 オルガンの演奏者として活動し始めた。彼女はエディ・ロックジョウ・デイヴィスとともに演奏し、ヒット曲「In the Kitchen」も発表した。ゴスペルやブルースの影響を受けていた彼女は、1960年には当時結婚していたスタンリー・タレンタインとともにソウル・ジャズに取り組んだが、1971年には離婚した。
オルガン・トリオの人気は1970年代には後退したが、1980年代には再び盛り上がり、彼女も録音の機会を持つようになった。1990年代には、トリオ編成のピアニストとして録音も残し、フィラデルフィアの各所で演奏していた。彼女は、ジャズの教育者でもあった。
スコットは2000年に、ダイエット薬のフェンフェンの製薬会社アメリカン・ホーム・プロダクツから800万ドルの和解金を勝ち取った。彼女は、2002年に心不全のため死去した
2019年6月25日の、『ニューヨーク・タイムズ・マガジン』の報道によれば、シャーリー・スコットは、他の数百人ものアーティストたちとともに、2008年ユニバーサル・スタジオ火災によって、残されていた音源などが破壊された一人であったという。

## ディスコグラフィ

### リーダー・アルバム
- Great Scott! (1958年、Prestige)
- Scottie (1958年、Prestige)
- Scottie Plays the Duke (1959年、Prestige)
- 『ソウル・サーチング』 - Soul Searching (1959年、Prestige)
- The Shirley Scott Trio (1960年、Moodsville) ※1958年-1960年録音
- 『ムーチョ・ムーチョ』 - Mucho, Mucho (1960年、Prestige) ※with The Latin Jazz Quintet
- 『ヒップ・ソウル』 - Hip Soul (1961年、Prestige) ※with スタンリー・タレンタイン
- Shirley's Sounds (1961年、Prestige) ※1958年-1960年録音
- Hip Twist (1961年、Prestige) ※with スタンリー・タレンタイン
- 『シャーリー・スコット・プレイズ・ホーレス・シルバー』 - Shirley Scott Plays Horace Silver (1961年、Prestige)
- Happy Talk (1962年、Prestige) ※『Sweet Soul』として1965年再発
- Like Cozy (1962年、Moodsville) ※1960年録音
- 『サテン・ドール』 - Satin Doll (1963年、Prestige) ※1961年録音
- The Soul Is Willing (1963年、Prestige) ※with スタンリー・タレンタイン
- Drag 'em Out (1963年、Prestige)
- 『フォー・メンバーズ・オンリー』 - For Members Only (1963年、Impulse!) ※with オリヴァー・ネルソン
- 『ソウル・シャウティン』 - Soul Shoutin'  (1963年、Prestige) ※with スタンリー・タレンタイン
- Travelin' Light (1964年、Prestige) ※with ケニー・バレル
- 『ブルー・フレイムズ』 - Blue Flames (1964年、Prestige) ※with スタンリー・タレンタイン
- 『グレート・スコット』 - Great Scott!! (1964年、Impulse!) ※with オリヴァー・ネルソン
- Everybody Loves a Lover (1964年、Impulse!) ※with スタンリー・タレンタイン
- 『クイーン・オブ・ジ・オルガン』 - Queen of the Organ (1964年、Impulse!) ※ライブ with スタンリー・タレンタイン
- 『ラテン・シャドウズ』 - Latin Shadows (1965年、Impulse!) ※with ゲイリー・マクファーランド
- Blue Seven (1966年、Prestige) ※with オリヴァー・ネルソン、ジョー・ニューマン、1961年録音
- 『オン・ア・クリア・デイ』 - On a Clear Day (1966年、Impulse!)
- 『ビッグ・バンズ・コレクション』 - Roll 'Em: Shirley Scott Plays the Big Bands (1966年、Impulse!) ※with オリヴァー・ネルソン
- Soul Duo (1966年、Impulse!) ※with クラーク・テリー
- Soul Sister (1966年、Prestige) ※with レム・ウィンチェスター、1960年録音
- Now's the Time (1967年、Prestige) ※1958年-1964年録音
- 『ガール・トーク』 - Girl Talk (1967年、Impulse!)
- Workin'  (1967年、Prestige) ※1958年-1961年録音
- Stompin'  (1967年、Prestige) ※1960年-1961年録音
- 『ソウル・ソング』 - Soul Song (1968年、Atlantic) ※with スタンリー・タレンタイン
- 『シャーリー・スコット&ザ・ソウル・サックシーズ』 - Shirley Scott & the Soul Saxes (1969年、Atlantic) ※with キング・カーティス、ハンク・クロフォード、デヴィッド・ファットヘッド・ニューマン
- 『サムシング』 - Something (1970年、Atlantic)
- Mystical Lady (1971年、Cadet)
- Lean on Me (1972年、Cadet)
- Superstition (1973年、Cadet) ※with リチャード・エヴァンス
- One for Me (1974年、Stata East) ※with ハロルド・ヴィック、ビリー・ヒギンス
- The Great Live Sessions (1978年、ABC/Impulse!) ※with Stanley Turrentine、1964年録音
- 『オアシス』 - Oasis (1989年、Muse)
- Great Scott! (1991年、Muse)
- 『ブルース・エヴリホエア』 - Blues Everywhere (1991年、Candid)
- 『スカイラーク』 - Skylark (1991年、Candid)
- A Walkin' Thing (1992年、Candid) ※with テリル・スタッフォード、ティム・ウォーフィールド[5]
- 『クイーン・トーク～ライヴ・アット・レフト・バンク』 - Queen Talk: Live at the Left Bank (2023年、Reel To Real/Cellar Music Group) ※1972年録音

### 参加アルバム
スタンリー・タレンタイン
- 『ディアリー・ビラヴド』 - Dearly Beloved (1961年、Blue Note)
- 『ネヴァー・レット・ミー・ゴー』 - Never Let Me Go (1963年、Blue Note)
- 『ア・チップ・オフ・ジ・オールド・ブロック』 - A Chip Off the Old Block (1963年、Blue Note)
- 『ハスリン』 - Hustlin'  (1964年、Blue Note)
- 『レット・イット・ゴー』 - Let It Go (1966年、Impulse!)
- 『コモン・タッチ』 - Common Touch (1968年、Blue Note)

ミルドレッド・アンダーソン
- Person to Person (1960年、Bluesville)

エディ・ロックジョウ・デイヴィス
- Jazz With A Beat (1957年、King) ※1956年–1957年録音
- 『カウント・ベイシー・プレゼンツ エディ・ロックジョウ・デイヴィス&ジョー・ニューマン』 - Count Basie Presents Eddie Davis Trio + Joe Newman (1957年、Roulette)
- Eddie Davis Trio Featuring Shirley Scott, Organ (1958年、Roulette)
- The Eddie Davis Trio Featuring Shirley Scott, Organ (1958年、Roost)
- 『ジ・エディ・ロックジョウ・デイヴィス・クックブック』 - The Eddie "Lockjaw" Davis Cookbook, Vol. 1 (1958年、Prestige)
- 『ジョーズ』 - Jaws (1958年、Prestige)
- The Eddie "Lockjaw" Davis Cookbook, Vol. 2 (1958年、Prestige)
- 『ヴェリー・サクシー』 - Very Saxy (1959年、Prestige) ※with バディ・テイト、コールマン・ホーキンス、アーネット・コブ
- Jaws in Orbit (1959年、Prestige)
- Bacalao (1959年、Prestige)
- Eddie "Lockjaw" Davis with Shirley Scott (1960年、Moodsville)
- The Eddie "Lockjaw" Davis Cookbook Volume 3 (1961年、Prestige) ※1958年録音
- Misty (1963年、Moodsville) ※1959年–1960年録音
- Smokin'  (1964年、Prestige) ※1958年録音

ジミー・フォレスト
- Heart of the Forrest (1978年、Palo Alto)

アル・グレイ
- Al Grey Jazz All Stars: Travelers Lounge Live (1977年、Travelers)
- Al Grey/Jimmy Forrest Quintet: Live at Rick's (1979年、Aviva)

ジョー・ニューマン
- Soft Swingin' Jazz (1958年、Coral)

ジミー・ラッシング
- Every Day I Have the Blues (1967年、BluesWay)

アル・スミス
- Hear My Blues (1959年、Bluesville)